# Chorizanthe
Chorizanthe es un género de plantas pertenecientes a la familia Polygonaceae.  Comprende 93 especies descritas y de estas, solo 64 aceptadas.

## Descripción
Son plantas herbáceas con aspecto espinoso por las inflorescencias de flores. Las flores pueden ser en tonos de rojo o amarillo a blanco. Las brácteas son puntiagudos y algunas veces con una punta de gancho, y la inflorescencia menudo se seca en una redondeada cáscara espinosa. Se encuentran en el oeste de América del Norte y América del Sur.

## Taxonomía
El género fue descrito por R.Br. ex Benth.  y publicado en Transactions of the Linnean Society of London 17(3): 416–419, pl. 17, f. 11; pl. 19. 1836.  La especie tipo es: Chorizanthe virgata Benth.
Etimología
Chorizanthe: nombre genérico que viene del griego antiguo: de choriz y anthos que significan "dividir" y "flor", es decir por lo tanto "flores divididas," pero en realidad se utiliza en referencia al cáliz dividido.

## Especies aceptadas
A continuación se brinda un listado de algunas de las especies del género Chorizanthe aceptadas hasta mayo de 2014, ordenadas alfabéticamente. Para cada una se indica el nombre binomial seguido del autor, abreviado según las convenciones y usos. 
- Chorizanthe angustifolia Nutt.
- Chorizanthe biloba Goodman
- Chorizanthe blakleyi Hardham
- Chorizanthe brevicornu Torr.
- Chorizanthe breweri S.Watson
- Chorizanthe clevelandii Parry
- Chorizanthe commisuralis J.Rémy
- Chorizanthe fimbriata